# Raúl Amarilla
Raúl Vicente Amarilla est un footballeur paraguayen né le 19 juillet 1960. Il était attaquant.

## Biographie
Avec le FC Barcelone, il parvient en finale de la Coupe d'Europe en 1986.

## Palmarès
- Finaliste de la Coupe d'Europe en 1986
- Copa Libertadores : Vainqueur en 1990
- Supercopa Sudamericana : Vainqueur en 1990
- Meilleur buteur de la Supercopa Sudamericana 1990 avec 7 buts